# Mercatel
Mercatel je francouzská obec v departementu Pas-de-Calais v regionu Hauts-de-France. V roce 2014 zde žilo 642 obyvatel.

## Poloha obce
Sousední obce jsou: Agny, Beaurains, Boiry-Becquerelle, Boisleux-au-Mont, Boisleux-Saint-Marc, Ficheux a Neuville-Vitasse.

## Vývoj počtu obyvatel
Počet obyvatel